# Leslie Bohem
Leslie "Les" Bohem (nacido en 1950) es un guionista de cine y televisión estadounidense. Es hijo del también guionista Endre Bohem.
Entre sus trabajos como escritor figuran la miniserie Taken y películas como Un pueblo llamado Dante's Peak, Daylight, Twenty Bucks y The Alamo. Bohem también tocó el bajo en los grupos Sparks y Gleaming Spires.